# مسابقه آواز یوروویژن ۱۹۹۹
مسابقه آواز یوروویژن ۱۹۹۹ ۴۴مین دوره از مسابقات آواز یوروویژن بود که در Ussishkin Auditorium at the International Convention Center، اورشلیم، اسرائیل برگزار شد. برنده آن کشور سوئد بود.